# Patrimoni dell'umanità del Lesotho
I patrimoni dell'umanità del Lesotho sono i siti dichiarati dall'UNESCO come patrimonio dell'umanità in Lesotho, che è divenuto parte contraente della Convenzione sul patrimonio dell'umanità il 25 novembre 2003.
Al 2022 un solo sito è iscritto nella Lista dei patrimoni dell'umanità: il Parco nazionale di Sehlabathebe come parte del Parco Maloti-Drakensberg, scelto nel 2013 in occasione della trentasettesima sessione del comitato del patrimonio mondiale. Una è anche la candidatura per una nuova iscrizione.

## Siti del Patrimonio mondiale
| Foto | Sito                     | Luogo                                                 | Tipo                        | Anno | Descrizione |
| ---- | ------------------------ | ----------------------------------------------------- | --------------------------- | ---- | --- |
|      | Parco Maloti-Drakensberg | Distretto di Qacha's Nek (condiviso con il Sudafrica) | Misto (985; i, iii, vii, x) | 2013 | Il Parco Maloti-Drakensberg è una proprietà transnazionale composta dal Parco nazionale di uKhahlamba Drakensberg in Sudafrica e dal Parco nazionale di Sehlabathebe in Lesotho. Il sito ha un'eccezionale bellezza naturale grazie ai suoi alti contrafforti basaltici, spettacolari spaccature e bastioni di arenaria dorata, nonché archi scolpiti visivamente impressionanti, grotte, falesie, pilastri e pozze rocciose. La diversità degli habitat del sito protegge un alto livello di piante endemiche importanti a livello globale. Il sito ospita specie in via di estinzione come l'avvoltoio del Capo (Gyps coprotheres) e l'avvoltoio barbuto (Gypaetus barbatus). La parte lesothiana del sito ospita anche il pesciolino Maloti (Pseudobarbus quathlambae), una specie ittica in pericolo di estinzione che si trova solo in questo parco. Questo spettacolare sito naturale contiene molte grotte e ripari rocciosi con il più grande e concentrato gruppo di dipinti dell'Africa sub-sahariana: rappresentano la vita spirituale del popolo San, che ha vissuto in questa zona per un periodo di 4000 anni. |

## Siti candidati
| Foto | Sito                               | Luogo               | Tipo                     | Anno       | Descrizione |
| ---- | ---------------------------------- | ------------------- | ------------------------ | ---------- | --- |
|      | Monumento nazionale di Thaba Bosiu | Distretto di Maseru | Culturale (5392; iii, v) | 08/10/2008 | Thaba Bosiu è un altopiano situato nella valle di Phuthiatsana e copre un'area di circa 3 per 2 km. Presenta ripidi strapiombi verticali lungo il crinale ed è accessibile solo tramite valichi pedonali. C'è un cimitero dove furono sepolti Moshoeshoe I e i suoi familiari. L'altopiano ospita i resti del villaggio di Moshoeshoe I: i muri di una casa europea di due stanze, diverse case occupate dai suoi parenti e abitanti del villaggio sono ancora in piedi. Ci sono testimonianze che testimoniano l'interazione tra i Basotho e altre nazioni con le iscrizioni su una pietra e sono presenti pitture rupestri e altre forme di depositi archeologici. |